# 석탄자루 성운
석탄자루 성운(Coalsack Dark Nebula)은 하늘의 암흑 성운 중 가장 뚜렷한 성운으로, 간단하게 석탄자루(Coalsack)라고도 한다. 남쪽 방향의 은하수 위에 떠있는 시커먼 실루엣 모양으로 육안으로도 관측 가능하다. 남반구에서는 선사 시대부터 유명했으며, 1499년에 빈센테 야네즈 핀존이 관측했다. 석탄자루는 지구에서 남십자자리 방향으로 600 광년 떨어진 곳에 위치한다.

## 개괄
석탄자루 성운의 크기는 약 7 ° × 5 °이며, 이웃 별자리인 센타우루스자리와 파리자리에도 조금 걸쳐 있다. 이 성운은 선사 시대부터 남반구 원주민들에게는 유명했지만, 제대로 보고된 관측은 1499년에 빈센테 야네즈 핀존이 한 것이 최초다. 아메리고 베스푸치는 이 성운을 ‘검은 카노푸스’(il Canopo fosco)라고 명명했으며, ‘마젤란의 반점’(Macula Magellani)이나 두 마젤란운(Magellanic Clouds)과 비교해 ‘흑마젤란운’(Black Magellanic Cloud)이라고 부르기도 했다.
1970년, 칼레비 마틸라가 석탄자루 성운이 아주 검지는 않다는 것을 발견했다. 매우 침침하지만(주위 은하수의 10% 밝기에 불과하다) 어느 정도 빛을 내고 있었는데, 주위의 별빛을 반사하는 것으로 보인다.
석탄자루는 엔지시 목록에 실려있지 않으며, 공식 분류 넘버가 주어지지 않았다(콜드웰 목록에는 실려 C99로 명명되었다).

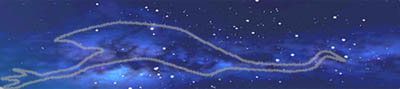
오스트레일리아 토착민의 별자리 ‘하늘의 에뮤’를 나타낸 그림. 이 별자리는 별보다는 검은 성운들로 이루어져 있다. 오른쪽으로 남십자자리, 왼쪽으로 전갈자리가 보이며, 에뮤의 대가리가 석탄자루다.

석탄자루는 오스트레일리아 토착 천문학에서 중요한 구실을 하는데, 와르다먼 족 등 여러 토착 부족들의 별자리인 ‘하늘의 에뮤’(Emu in the sky)의 에뮤 머리 부분을 구성한다. 와르다먼 족의 전승에서는, 이 ‘에뮤의 머리’와 ‘집행자(law-man)의 어깨’가 부족 사람들이 전통을 어기지 못하도록 감시하고 있다고 한다. W. E. 하니(W.E. Harney)가 수집한 전설에 따르면, 이 존재는 ‘우트정곤’(Utdjungon)라고 불리며, 사람들은 이 존재가 ‘불타는 별’(fiery star)로써 세상을 멸망시키지 않게 하기 위해 부족의 법을 두말없이 따른다고 한다.
잉카에서는 이 성운을 ‘유튜’(Yutu)라고 불렀는데, ‘자고새를 닯은 남쪽 새’라는 뜻이다.

## 대중 문화
석탄자루 성운은 TV 시리즈 《스타 트렉: 오리지널 시리즈》와 아서 클라크의 소설 《2001 스페이스 오디세이》에 등장한다.